# Vogelskreuz (Reiterswiesen)

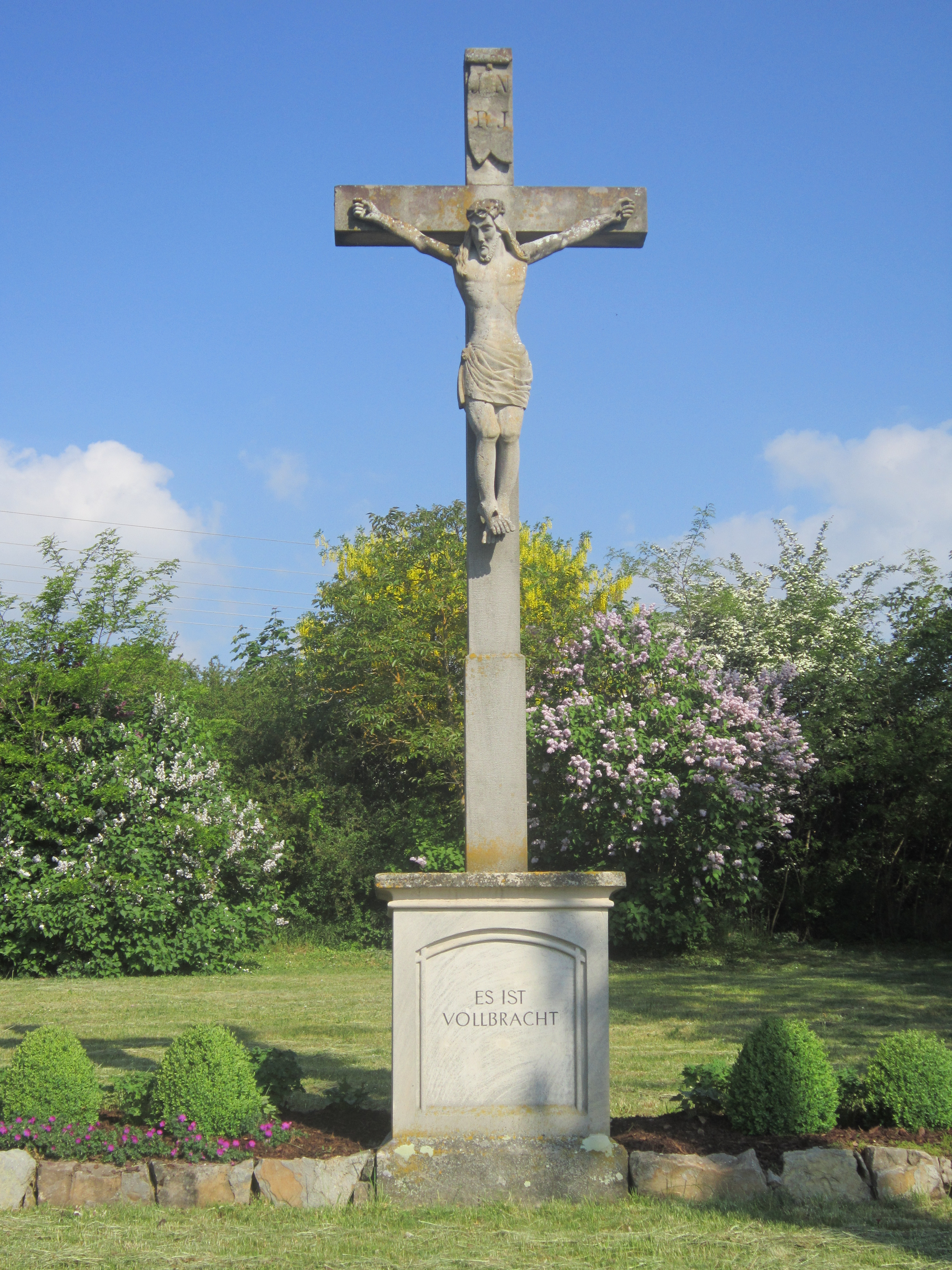
Vogelskreuz in Reiterswiesen, Bad Kissingen.

Das Vogelskreuz ist ein Flurdenkmal in Reiterswiesen, einem Stadtteil von Bad Kissingen, der Großen Kreisstadt des unterfränkischen Landkreises Bad Kissingen. Es gehört zu den  Bad Kissinger Baudenkmälern und ist unter der Nummer D-6-72-114-243 in der Bayerischen Denkmalliste registriert.

## Geschichte
Das in der Bevölkerung genannte „Vogelskreuz“ befindet sich nahe der Höhenstraße in der Flur „Hoffeldäcker“.
Das auf einem Sockel befindliche Kreuz besteht aus Sandstein. Der Sockel ist 130 Zentimeter hoch und trägt an der Vorderseite die Inschrift „Es ist vollbracht“. Neben der Inschrift trägt der Sockel an der Rückseite die Datierung „1887“.
Der Kreuzesstamm ist etwa 3,50 Meter hoch. Der an ihm befestigte, lebensgroße Korpus besteht aus Kunststein. Er stammt aus einer Restaurierung und wurde wahrscheinlich nach dem originalen Korpus gestaltet.